# Stammzahl
Eine Stammzahl ist ein in Österreich in § 2 Z 8 E-Government-Gesetz geregeltes Personenkennzeichen. Dieses kann gemäß § 6 E-Government-Gesetz nur von der Stammzahlenregisterbehörde gebildet werden.
Bei natürlichen Personen, die im zentralen Melderegister (ZMR) eingetragen sind, wird sie aus der ZMR-Zahl gebildet. Alle anderen natürlichen Personen können sich in einem Ergänzungsregister eintragen lassen, das von der Stammzahlenregisterbehörde geführt wird. Für diese Personen wird die Stammzahl aus der Ordnungsnummer im Ergänzungsregister berechnet. Die Berechnung der Stammzahl erfolgt mittels eines nur der Stammzahlenregisterbehörde bekannten Schlüssels und Seeds unter Anwendung des  symmetrischen Verschlüsselungsverfahrens Triple DES und wird anschließend Base64-codiert ausgegeben.  Für juristische Personen werden die Firmenbuchnummer, die Vereinsregisterzahl oder die im Ergänzungsregister vergebene Ordnungsnummer als Stammzahl ohne Verschlüsselung verwendet.
Die Stammzahl wird grundsätzlich nur auf der Bürgerkarte des betroffenen Bürgers dauerhaft gespeichert. Behörden ist eine dauerhafte Speicherung der Stammzahl nicht erlaubt.
Stammzahlenregister ist die Bezeichnung für das System, mit dem die Stammzahlregisterbehörde auf Anforderung die Stammzahl berechnet, ohne sie jedoch dauerhaft zu speichern. Es handelt sich hierbei also um ein „virtuelles Register“ und nicht um eine Datenbank. Nur die Stammzahlregisterbehörde kann die Berechnung der Stammzahl durchführen, und nur sie kann umgekehrt von der Stammzahl auf die ZMR-Zahl rückrechnen. Stammzahlregisterbehörde ist das Bundesministerium für Digitalisierung und Wirtschaftsstandort.
Von der Stammzahl werden bereichsspezifische Personenkennzeichen (bPK) abgeleitet. Behörden dürfen zur Identifizierung natürlicher Personen nur das bPK ihres Aufgabenbereichs nutzen. Bei einem konkreten Anlass berechnet die Behörde das bPK aus der Stammzahl und aus einem Bereichskennzeichen, dem die Datenwendung der Behörde zugeordnet ist. Die Berechnung erfolgt in der Regel unter Mitwirkung des betroffenen Bürgers in der Bürgerkartenumgebung. Auch in privaten Bereichen, zum Beispiel von Unternehmen, können bereichsspezifische Personenkennzeichen verwendet werden. In diesem Fall wird die Stammzahl der verantwortlichen privaten Stelle als Bereichskennzahl verwendet.